# 太平周成王庙
太平周成王庙，位于山西省长治市襄垣县夏店镇太平村，是一处山西省文物保护单位。
2021年8月4日，太平周成王庙公布为第六批山西省文物保护单位，年代为元、清，古建筑类，编号6-185 。